# Fosfolipaza B
Fosfolipaza B je enzim sa kombinacijom aktivnosti PLA1 i PLA2. Ona može da odvoji acil lance sa sn-1 i sn-2 pozicija fosfolipida. U opšetm slučaju, ona deluje na lizolecitin (koji se formira dejstvom PLA2 na lecitin).